# 塞伊漢河
36°59′18″N 35°20′5″E / 36.98833°N 35.33472°E

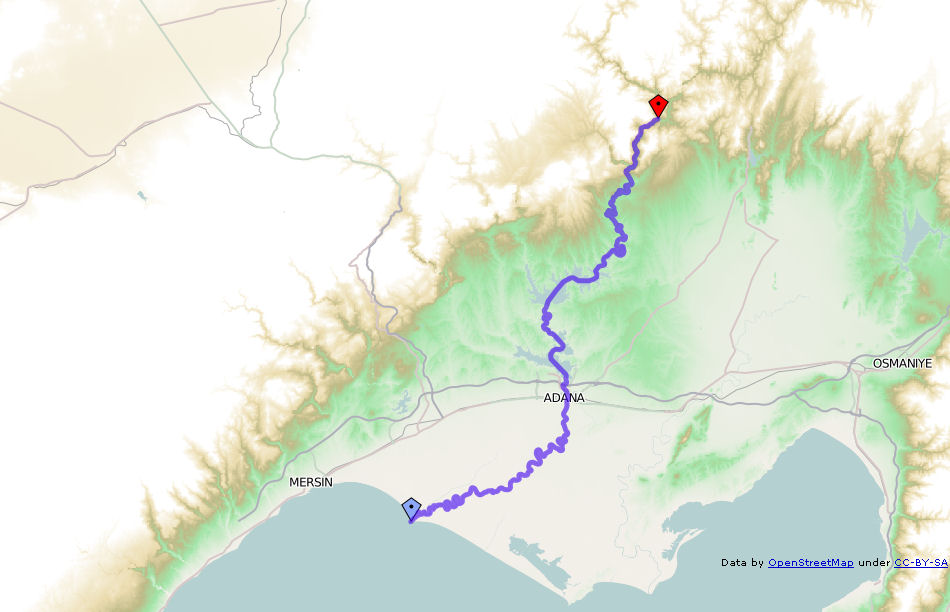

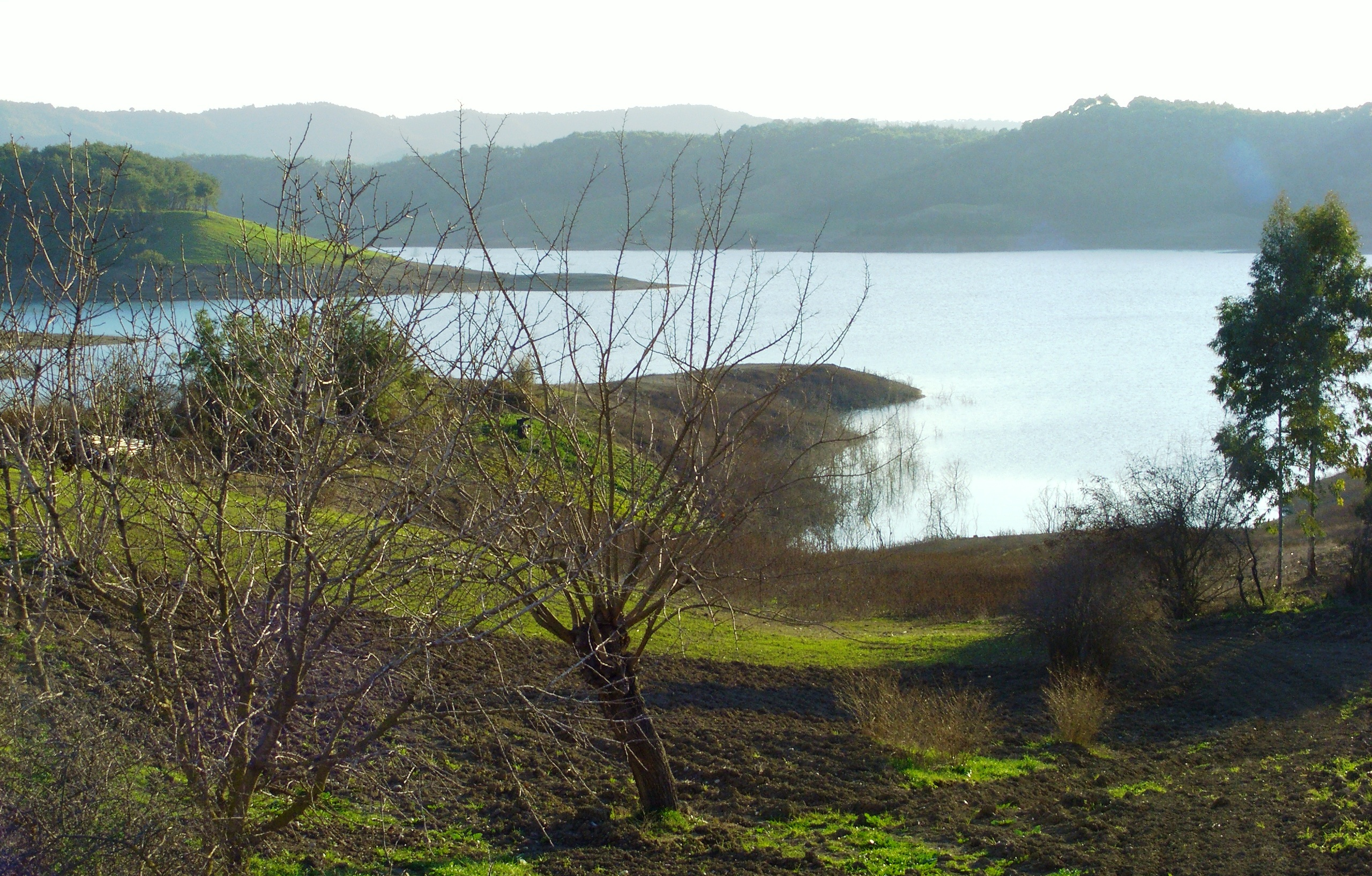

塞伊漢河是土耳其的河流，流經開塞利省和阿達納省，河道全長560公里，流域面積約20,600平方公里，最終在塔爾索以南注入伊斯肯德倫灣。

## 外部連結
- Artificial Intelligence Techniques for river flow forecasting in the Seyhan River Catchment, Turkey （页面存档备份，存于）